# Aturbina beatrixae
Aturbina beatrixae is een haft uit de familie Baetidae. De wetenschappelijke naam van de soort is voor het eerst geldig gepubliceerd in 2001 door Gillies.
De soort komt voor in het Neotropisch gebied.